# Godswill Obot Akpabio
Godswill Obot Akpabio född 9 december 1962, är en nigeriansk advokat  och politiker som för närvarande tjänstgör som den 15:e talman i den nigerianska senaten sedan 2023.  Han tjänstgjorde som senator och representerade Akwa Iboms nordvästra senatorialdistrikt från 2015 till 2019 och sedan 2023. Han var också minister för Nigerdeltatfrågor från 2019 till 2022. Han var tidigare guvernör i delstaten Akwa Ibom, från 2007 till 2015.

## Biografi

### Tidigt liv och karriär
Godswill Akpabio är son till Chief Obot Akpabio och Madam Lucy Obot Akpabio (född Inyangetor) i Ukana, Ikot Ntuen i Essien Udim Local Government Area. Han föddes den 9 december 1962. Han förlorade sin far i tidig ålder och växte upp med sin mor.

### Utbildning
Akpabio utbildades vid Methodist Primary School, Ukana, Essien Udim LGA, Akwa Ibom; Federal Government College, Port Harcourt, Rivers; och University of Calabar, Cross River, där han erhöll en examen i juridik. 
Medan han var på Federal Government College, Port Harcourt, utsågs han till seniorprefekt. Vid universitetet i Calabar valdes Akpabio till parlamentsårets talman för studentkårens styrelse (SUG).

### Familj och privatliv
Akpabios farfar, Okuku Udo Akpabio, var Warrant Chief i Ikot Ekpene-provinsen. Hans farbror, Dr. I. U. Akpabio, var utbildningsminister/inrikesminister i dåvarande östra Nigeria. Justice Nsima Akpabio, hans kusin, var senator i andra nigerianska republiken. 
Akpabio är en kristen katolik. Han är gift med Ekaette Unoma Akpabio, grundaren av Family Life Enhancement Initiative (FLEI), en icke-statlig organisation som tillhandahåller en plattform för att omdirigera fokus för utvecklingsinsatser på familjen som en strategi för att uppnå utvecklingsmålen för millenniet. Akpabio och hans hustru har fyra döttrar och en son.

### Karriär och anställning
Akpabio var en kort tid lärare samt associerad partner med Paul Usoro and Co., en advokatbyrå i Nigeria. 
Han arbetade också med EMIS Telecoms Limited, ett trådlöst telekommunikationsföretag i Lagos, Nigeria. 2002 blev han verkställande direktör/chef för företaget. På denna post hjälpte han till med att forma framtiden för den växande telekomindustrin. Han hade tidigare tjänstgjort som National Publicity Secretary of Association of Telecommunication Companies in Nigeria, (ATCOM), medan han var chef för EMIS.

### Utnämningar och politik
2002 utsågs han till hederskommissionär för petroleum och naturresurser av den dåvarande guvernören Obong Victor Bassey Attah i delstaten Akwa Ibom. 
2006 strävade han efter guvernörskap i delstaten Akwa Ibom i ett omtvistat primärval och besegrade 57 andra aspiranter för att komma fram som kandidat för Peoples Democratic Party (PDP). Hans kampanj med sloganen "Låt Guds vilja ske" fick masstöd och valdes till guvernör 2007. Han omvaldes för en andra mandatperiod som guvernör i delstaten Akwa Ibom 2011.
2013 valdes han till ordförande för det nybildade PDP-guvernörsforumet. 2015 kampanjade han och kom in i senaten i Akwa Iboms nordvästra senatorialdistrikt (Ikot Ekpene) för att representera distriktet i senaten i Förbundsrepubliken Nigeria. Under People's Democratic Partys (PDP) plattform fick han 422 009 av 439 449 röster och vann över Inibehe Okorie från All Progressives Congress (APC), som fick 15 152 röster, för att bli vald av Independent National Electoral Commission (INEC).
Akpabio nominerades till posten som minoritetsledare i senaten av South-South caucus för Peoples Democratic Party (PDP), ratificerades av PDP:s caucus i senaten och tillkännagavs av senatens president som senatens minoritetsledare den 28 juli 2015. PDP förlorade majoriteten till All Progressives Congress (APC), i de allmänna valen 2015.
I augusti 2018 avgick han som senatens minoritetsledare, efter att han hade meddelat sitt avhopp till All Progressives Congress. Hans avhopp markerades av politiskt möte i hans hemstad på Ikot Ekpene township stadion, Akwa Ibom.
I juni 2022 avgick Akpabio från sin post som minister för Nigerdeltatfrågor för att delta i talmansvalen i det regerande All Progressives Congress (APC) men avgick på kvällen för primärvalen och slutlig vinnare blev Bola Tinubu. Några dagar efter primärvalen dök han upp som senatorialkandidat för Akwa Iboms nordvästra senatorialdistrikt. Det kantades dock av anklagelser om fult spel från partiets intressenter i staten. Han fortsatte med att besegra sin närmaste rival Emmanuel Enoidem från Peoples Democratic Party för att bli den tillträdande senatorn i de allmänna valen 2023 med 115 401 röster, mot Enoidems 69 838 röster.
Den 13 juni 2023 valdes han till talman för senaten i Nigeria med 63 röster och besegrade senator Abdulaziz Yari, en före detta guvernör i delstaten Zamfara som fick 46 röster.

### Anklagelser om korruption
Godswill Akpabio var under utredning av Economic and Financial Crimes Commission (EFCC) för anklagelser om att han hade tagit över 100 miljarder naira från delstaten Akwa Ibom  under sin tid som guvernör (2007–2015). Amerikanska diplomater kallade korruptionsnivån "exceptionell" under hans tjänstgöring. Däremot har inga åtal väckts. En advokat, Leo Ekpenyong, som också anklagade Akpabio för korruption, ställdes senare inför rätta av polisen för ärekränkning.
I maj 2020 drogs Akpabio inför rätta av medlemmar av representanthuset för förskingringen av 40 miljarder naira.

## Hedersbetygelser

### Internationella hedersbetygelser
- Africa Lifetime Achievement Prize tilldelat av Millennium Excellence Foundation i Kenya.[34]
- The Gold Humanitarian Services Award av republiken Niger. 2008 tilldelades han den av Nigers ambassadör  i Nigeria, hans excellens Alhaji Moussa Ibrahim.[35] bort
- Exam Ethic Marshall 2009: Exam Ethic International, Ghana.[36]
- Bästa guvernör, Infrastrukturutveckling 2009:BEN Television, London.[37]
- Hedersmedborgare i staden Georgia, New Jersey i USA[38]

### Nationella hederbetygelser
- Kommendör av Republiken Nigers orden (CON).[39][22]
- Best Governor Infrastructure and Empowerment Award från Nigerias centralbank (2012).[40][41]
- Most Prolific Governor by the National Councillors' Forum.[38]